# Cucurbitacina

Orden de numeración en el núcleo cucurbita-5-eno

Las cucurbitacinas son unos compuestos químicos producidos en al menos algunos tejidos de todos los miembros de la familia Cucurbitaceae (y en algunas especies de otras familias de plantas); en la mayoría de las especies están concentradas en las raíces y los frutos, y en menor medida en tallos y hojas. Debido a su amargor extremo, se cree que están involucradas en la defensa de las plantas ante la herbivoría; siendo la excepción unas cuantas especies de escarabajos crisomélidos Aulacophorina y Diabroticina que las secuestran en su propio organismo y en su prole para propia defensa.
Las cucurbitacinas se clasifican químicamente como esteroides, derivados del cucurbitano, un hidrocarburo triterpénico. A menudo se encuentra naturalmente en forma de glucósidos. Estos compuestos, y compuestos derivados se han encontrado en muchas familias de plantas (incluyendo Brassicaceae, Cucurbitaceae, Scrophulariaceae, Begoniaceae, Elaeocarpaceae, Datiscaceae, Desfontainiaceae, Polemoniaceae, Primulaceae, Rubiaceae, Sterculiaceae, Rosaceae, y Thymelaeaceae), en algunos hongos (incluyendo Russula y Hebeloma) e incluso en algunos moluscos marinos.

## En medicina y veterinaria
La actividad biológica de las cucurbitacinas ha sido reconocida por centurias como un laxante y emético (vomitivo) y en el tratamiento de la malaria, la disentería y la dismenorrea. El zapallito silvestre argentino, Cucurbita andreana, se utilizó como purgante en medicina y veterinaria pero debido a sus efectos tóxicos, su uso fue suprimido en 1943 por el Codex medicamentarius argentino y en 1968 no se recetaba ya para los caballos (Millán 1968).
Más recientemente, las cucurbitacinas han recibido mucha atención debido a sus propiedades antitumorales, y su toxicidad diferencial hacia las líneas celulares de tumores renales, cerebrales, y melanomas; su inhibición de la adhesión celular, y sus posibles efectos antifúngicos.

## Como atractores de insectos
Si bien las cucurbitacinas son mortales o repelentes para la mayoría de los herbívoros vertebrados o invertebrados, incluidos insectos, algunas especies de escarabajos crisomélidos Aulacophorina y Diabroticina se alimentan de ellas como larvas o adultos, y las secuestran en sus tejidos y en la prole para su propia defensa. Los adultos pueden localizar las cucurbitacinas volatilizadas de las fragancias florales o de frutos heridos desde largas distancias. El 99% de los insectos atraídos a los frutos partidos y a las trampas son machos. Los que no se alimentan de cucurbitáceas como larvas sino que las buscan como adultos para secuestro de cucurbitacinas han sido descriptos como "farmacófagos" por Nishida y Fukami (1990) porque las buscan por un fin diferente del metabolismo primario o reconocimiento del huésped. Obtenidas durante su alimentación como larvas o por farmacofagia, las cucurbitacinas persisten en la cutícula, los cuerpos grasos y la hemolinfa, y proveen protección ante los predadores. Quizás debido a sus beneficios para la defensa, las cucurbitacinas (como los alcaloides pirrolizidinos pyrrolizidine alkaloids) también se han vuelto un componente integral del comportamiento reproductivo de las especies que lo secuestran. En ambos casos, el agente farmacofágico es consumido directamente por las hembras o es secuestrado por los machos y pasado a las hembras a través de los espermatóforos, quienes a su vez, envían la mayor parte de este material a los huevos en desarrollo.
Se han hecho trampas para estos insectos utilizando esencia floral de Cucurbita maxima simplificada como atractor, que probaron disminuir el tamaño poblacional de estas especies y todavía se utilizan, si bien el 99% de los insectos atraídos son machos.

## Variantes
Las cucurbitacinas incluyen, al 2005:

### Cucurbitacina A

Cucurbitacina A

- Cucurbitacina A, en algunas especies de Cucumis[15]: 1 
  - Pentanorcucurbitacina A, o 22-hydroxy-23,24,25,26,27-pentanorcucurbita-5-en-3-ona C
25H
40O
2, un polvo blanco[59]: 1

### Cucurbitacina B

Cucurbitacina B

- Cucurbitacina B proveniente de Hemsleya endecaphylla (62 mg/72 g)[60]: 4  y otras plantas; anti inflamatoirio y anti hepatotóxico[15]: 2 
  - Cucurbitacina B 2-O-glucoside, de Begonia heracleifolia[15]: 3 
  - 23,24-Dihidrocucurbitacina B de Hemsleya endecaphylla, 49 mg/72 g[59]: 5 
  - 23,24-Dihidrocucurbitacina B 2-O-glucósido de la raíz Picrorhiza kurrooa[15]: 4 
  - Deacetoxicucurbitacina B 2-O-glucósido de la raíz Picrorhiza kurrooa[15]: 5 
  - Isocucurbitacina B, de Echinocystis fabacea[15]: 6 
  - 23,24-Dihidroisocucurbitacina B 3-glucósido de Wilbrandia ebracteata[15]: 7 
  - 23,24-Dihidro-3-epi-isocucurbitacina B, de Bryonia verrucosa[15]: 8 
  - Pentanorcucurbitacina B o ácido 3,7-dioxo-23,24,25,26,27-pentanorcucurbita-5-en-22-oico, C
25H
36O
4,  polvo blanco[60]: 2

### Cucurbitacina C
- Cucurbitacina C, de Cucumis sativus[15]: 11

### Cucurbitacina D

Cucurbitacina D

- Cucurbitacina D, de Trichosanthes kirilowii y otras plantas.[15]: 12 
  - 3-Epi-isocucurbitacina D, de varias especies de Physocarpus[15]: 14  y Phormium tenax[61]
  - 22-Deoxocucurbitacina D de Hemsleya endecaphylla, 14 mg/72 g[59]: 6 
  - 23,24-Dihidrocucurbitacina D de Trichosanthes kirilowii[15]: 13  y también de H. endecaphylla, 80 mg/72 g[59]: 3 
  - 23,24-Dihidro-epi-isocucurbitacina D, de Acanthosicyos horridus[15]: 20 
  - 22-Deoxocucurbitacina D de Wilbrandia ebracteata[15]: 21 
  - Anhidro-22-deoxo-3-epi-isocucurbitacina D de Ecballium elaterium[15]: 22 
  - 25-O-Acetil-2-deoxicucurbitacina D (amarinina) de Luffa amara[15]: 24 
  - 2-Deoxicucurbitacina D, de Sloanea zuliaensis[15]: 23

### Cucurbitacina E
- Cucurbitacina E (elaterina), de la raíz Wilbrandia ebracteata.[15]: 27 
  - 22,23-Dihidrocucurbitacina E de Hemsleya endecaphylla, 9 mg/72 g[59]: 8 , y raíz de Wilbrandia ebracteata[15]: 28 
  - 22,23-Dihidrocucurbitacina E 2-glucósido de la raíz de Wilbrandia ebracteata[15]: 29 
  - Isocucurbitacina E, de Cucumis phrophetarum[15]: 30 
  - 23,24-Dihidroisocucurbitacina E, de Cucumis phrophetarum[15]: 31

### Cucurbitacina F
- Cucurbitacina F de Elaeocarpus dolichostylus[15]: 33 
  - Cucurbitacina F 25-acetato de Helmseya graciliﬂora[15]: 34 
  - 23,24-Dihidrocucurbitacina F de Helmseya amabilis[15]: 35 
  - 25-Acetoxi-23,24-dihidrocucurbitacina F de Helmseya amabilis (hemslecin A)[15]: 36 
  - 23,24-Dihidrocucurbitacina F glucósido de Helmseya amabilis[15]: 40 
  - Cucurbitacina II glucósido de Helmseya amabilis[15]: 41 
  - Hexanorcucurbitacina F de Elaeocarpus dolichostylus[15]: 43 
  - Perseapicrosida A de Persea mexicana[15]: 44 
  - Escandenosida R9 de Hemsleya panacis-scandens[15]: 45 
  - 15-Oxo-cucurbitacina F de Cowania mexicana[15]: 46 
  - 15-oxo-23,24-dihidrocucurbitacina F de Cowania mexicana[15]: 47 
  - Datiscósidos B, D, y H, de Datisca glomerata[15]: 48–50

### Cucurbitacina G
- Cucurbitacina G de la raíz de Wilbrandia ebracteata[15]: 52
- 3-Epi-isocucurbitacina G, de la raíz de Wilbrandia ebracteata[15]: 54

### Cucurbitacina H
- Cucurbitacina H, estereoisómero o cucurbitacina G, de la raíz de Wilbrandia ebracteata[15]: 53

### Cucurbitacina I

Cucurbitacina I

- Cucurbitacina I (elatericina B) de Hemsleya endecaphylla, 10 mg/72 g[59]: 7 ,de Ecballium elaterium y Citrullus colocynthis, disuade de alimentarse a los escarabajos pulga[15]: 55 
  - Hexanorcucurbitacina I de Ecballium elaterium[15]: 56 
  - 23,24-Dihidrocucurbitacina I ver Cucurbitacina L
  - Khekadaengósidos D y K de la fruta de Trichosanthes tricuspidata[15]: 57, 58 
  - 11-Deoxocucurbitacina I, de Desfontainia spinosa[15]: 59 
  - Espinósidos A y B, de Desfontainia spinosa[15]: 61, 62 
  - 23,24-dihidro-11-Deoxocucurbitacina I de Desfontainia spinosa[15]: 60

### Cucurbitacina J
- Cucurbitacina J from Iberis amara[15]: 69 
  - Cucurbitacina J 2-O-β-glucopyranoside de Trichosanthes tricuspidata[15]: 71

### Cucurbitacina K
- Cucurbitacina K, un estereoisómero de la cucurbitacina J,[62]: 2 , de Iberis amara[15]: 70 
  - Cucurbitacina K 2-O-β-glucopiranósido de Trichosanthes tricuspidata[15]: 72

### Cucurbitacina L
- Cucurbitacina L, o 23,24-dihidrocucurbitacina I,[15]: 63 [62]: 1 
  - Bridiósido A de Bryonia dioica[15]: 64 
  - Brioamárido de Bryonia dioica[15]: 65 
  - 25-O-Acetilbryoamárido de Trichosanthes tricuspidata[15]: 66 
  - Kekadengósidos A y B de Trichosanthes tricuspidata[15]: 67–68

### Cucurbitacina O
- Cucurbitacina O de Brandegea bigelovii[15]: 73 
  - Cucurbitacina Q 2-O-glucósido, de Picrorhiza kurrooa[15]: 76 
  - 16-Deoxi-D-16-hexanorcucurbitacina O de Ecballium elaterium[15]: 77 
  - Deacetilpicracina de Picrorhiza scrophulariaeﬂora[15]: 78 
  - Deacetilpicracina 2-O-glucósido de Picrorhiza scrophulariaeﬂora[15]: 80 
  - 22-Deoxocucurbitacina O de Wilbrandia ebracteata[15]: 83

### Cucurbitacina P
- Cucurbitacina P de Brandegea bigelovii[15]: 74 
  - Picracina de Picrorhiza scrophulariaeﬂora[15]: 79 
  - Picracina 2-O-glucósido de Picrorhiza scrophulariaeﬂora[15]: 79

### Cucurbitacina Q

Cucurbitacina Q

- Cucurbitacina Q de Brandegea bigelovii[15]: 75 
  - 23,24-Dihidrodeacetilpicracina 2-O-glucósido de Picrorhiza kurrooa[15]: 82 
  - Cucurbitacina Q1 de varias especies de Cucumis, se trata en realidad del compuesto Cucurbitacina F 25-acetato[15]

### Cucurbitacina R
- Cucurbitacina R que es de hecho 23,24-dihidrocucurbitacina D.[15]

### Cucurbitacina S
- Cucurbitacina S de Bryonia dioica[15]: 84, 85

### Cucurbitacina T
- Cucurbitacina T, de la fruta de Citrullus colocynthis[15]: 86

### 28/29 Norcucurbitacinas
Existen varias sustancias que pueden considerarse derivadas del esqueleto cucurbita-5-eno por pérdida de uno de los grupos metilo (el 28 o 29) que se encuentran unidos al carbono 4; a menudo se observa que también el anillo adyacente (el anillo A) se convierte en aromático.: 87–130 

### Colocintina
Nota: averiguar si en nomenclatura moderna es alguna de las anteriores.
"La sustancia amarga (de Cucurbita andreana) es, entre otras, la colocintina (Paulsen 1936). La colocintina se extrae de Citrullus colocynthis, donde primeramente fue descubierta, pero también la contienen otras cucurbitáceas." (Millán 1945)